# Поле, Жан-Жак
Жан-Жак Поле́ (фр. Jean-Jacques Paulet; 1740—1826) — французский врач и миколог, автор термина «микология».

## Биография
Жан-Жак Поле родился 26 апреля 1740 года в коммуне Андюз департамента Гар. Учился медицине в Университете Монпелье, в 1764 году получил степень доктора медицины. С 1764 по 1802 год работал врачом в Париже, затем ушёл на пенсию и переехал в Фонтенбло. 22 октября 1821 года Поле был избран членом-корреспондентом Французской академии наук. Жан-Жак Поле скончался 4 августа 1826 года в Фонтенбло.
В 1790—1793 годах была издана двухтомная работа Поле Traité des champignons. Однако по данным Винсана Демулена (Vincent Demoulin) эта публикация была издана не ранее 1808 года. Точно известно, что в 1808 году было издано дополнение к ней, в котором некоторые первоначальные названия были заменены новыми. Иллюстрации к работе — цветные гравюры на меди — были изданы в 42 выпусках с 1808 по 1835 год, при чём последние 12 были изданы уже после смерти автора. Поскольку эта книга была издана до 1821 года, названия, употреблённые в ней, не считаются действительными, если они не были приняты Э. М. Фрисом в 1821 году или позднее.

## Некоторые научные работы
- Paulet, J.-J. (1790—1793). Traité des champignons. 2 vol.
- Paulet, J.-J. (1808). Prospectus du traité des champignons. 88 p.
- Paulet, J.-J. (1808—1835). Iconographie des champignons.
- Paulet, J.-J. (1812?). De la mycétologie.
- Paulet, J.-J. (1816). Examen d'un ouvrage. 61 p.
- Paulet, J.-J. (1824). Flore et faune du Virgile. 159 p.

## Роды и виды, названные в честь Ж.-Ж. Поле
- Pauletia Cav., 1799 [syn.  Bauhinia L., 1753]
- Agaricus pauletii Fr., 1838
- Polyporus pauletii Fr., 1838